# 皇家新月

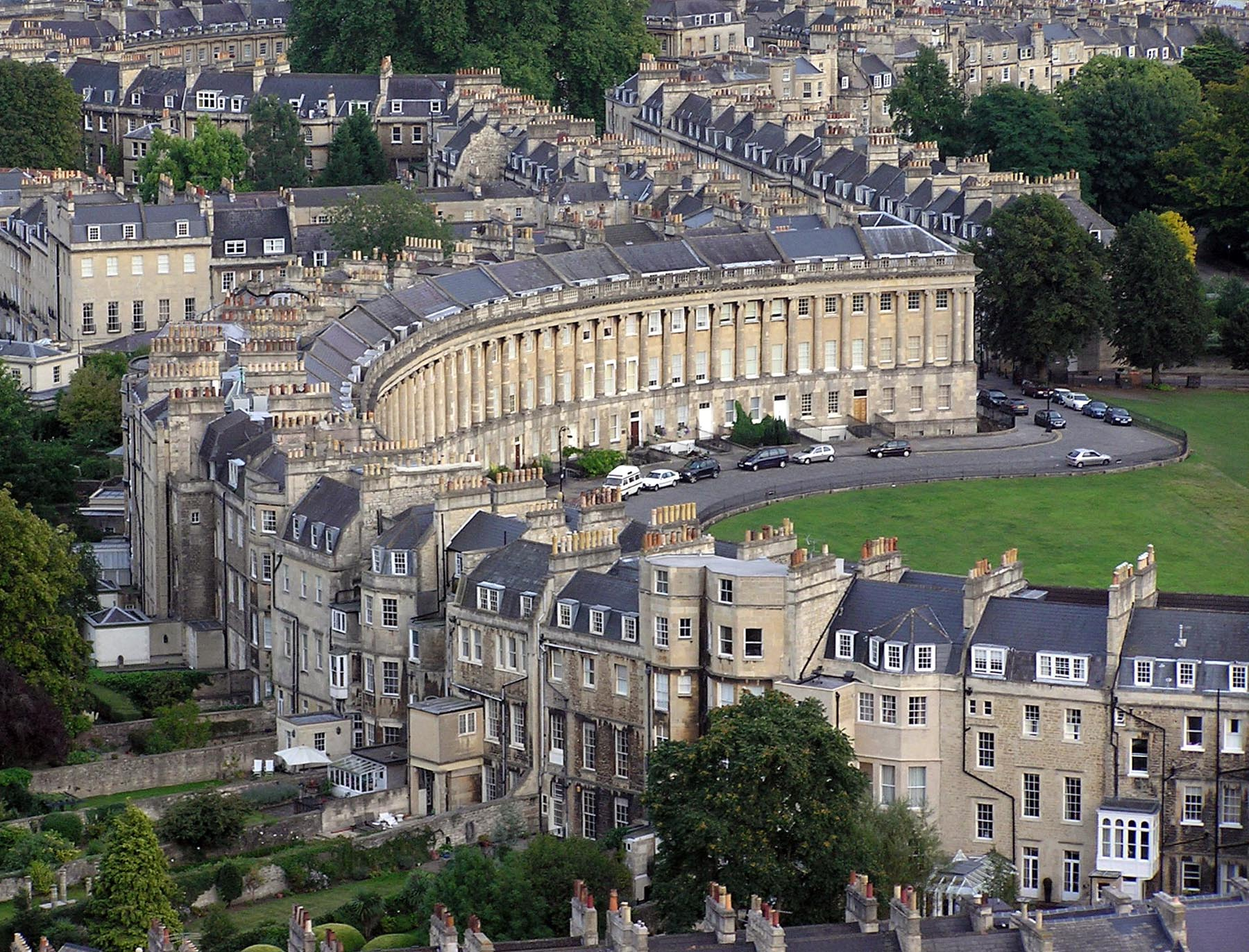
皇家新月

皇家新月（英語：Royal Crescent）是英国城市巴斯的一条有30幢住宅的新月形道路，这些住宅由建筑师小约翰·伍德设计，建于1767年到1774年，是英国最大的乔治式建筑之一，1950年6月12日列为一级登录建筑。
这些房子已由不同的名人居住超过200年。内部已作出改动，但是立面仍保持最初的原貌。
皇家新月现在大部分是私人拥有的财产：1号是一个博物馆，中央的15、16号是一个酒店。多部电影和电视节目以该建筑物为背景。

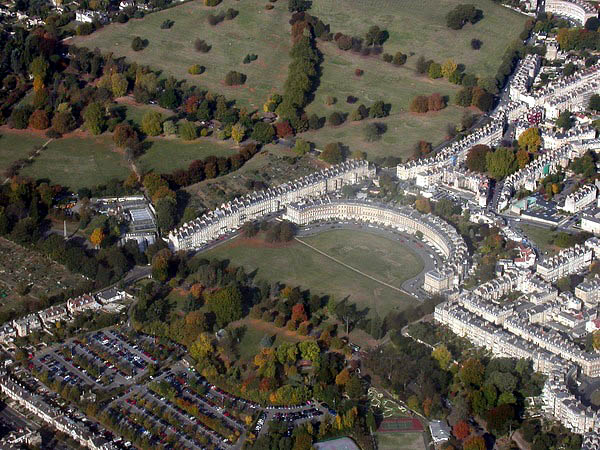
皇家新月

皇家新月附近的皇家维多利亚公园是热气球发射地点。
多年来，居民不得不忍受在夏季每隔几分钟就有旅游大巴经过他们的房子。但是，道路目前已经对旅游大巴和公交车封闭。